# Eduardo Aranda
Eduardo Aranda (* 28. ledna 1985) je paraguayský fotbalový záložník a bývalý reprezentant.

## Klubová kariéra
Hrával za Rampla Juniors, Liverpool Montevideo, Nacional Montevideo, Defensor Sporting, Club Olimpia, Vasco da Gama, JEF United Chiba.

## Reprezentační kariéra
Eduardo Aranda odehrál za paraguayský národní tým v letech 2012–2015 celkem 5 reprezentačních utkání.

## Statistiky
| Paraguay | Paraguay | Paraguay |
| Roky     | Záp.     | Góly     |
| -------- | -------- | -------- |
| 2012     | 1        | 0        |
| 2013     | 0        | 0        |
| 2014     | 0        | 0        |
| 2015     | 4        | 0        |
| Celkem   | 5        | 0        |